# 鍾鍚
鍾鍚，别号三谷，山西澤州人，明朝政治人物，同進士出身。

## 生平
正德九年（1514年），登甲戌科進士，歷陕西僉事，官至陕西副使，分巡河西道，歷官多惠政，民立碑颂之。著有《王星稿》。